# ボー・テイラー
ボー・リッチー・テイラー（Beau Ritchie Taylor, 1990年2月13日 - ）は、アメリカ合衆国フロリダ州ブレバード郡ロックレッジ出身の元プロ野球選手（捕手）。右投左打。

## 経歴

### プロ入りとアスレチックス時代
2011年のMLBドラフト5巡目（全体166位）でオークランド・アスレチックスから指名され、プロ入り。契約後、傘下のA-級バーモント・レイクモンスターズでプロデビュー。A級バーリントン・ビーズでもプレーし、2球団合計で48試合に出場して打率.273、18打点、1盗塁を記録した。
2012年はA+級ストックトン・ポーツとAA級ミッドランド・ロックハウンズでプレーし、2球団合計で88試合に出場して打率.292、3本塁打、44打点を記録した。
2013年はAA級ミッドランドでプレーし、76試合に出場して打率.191、3本塁打、32打点、1盗塁を記録した。
2014年はA+級ストックトンとAA級ミッドランドでプレーし、2球団合計で95試合に出場して打率.272、8本塁打、53打点、1盗塁を記録した。
2015年もA+級ストックトンとAA級ミッドランドでプレーし、2球団合計で84試合に出場して打率.223、6本塁打、39打点、2盗塁を記録した。
2016年はAA級ミッドランドでプレーし、95試合に出場して打率.280、5本塁打、53打点、1盗塁を記録した。
2017年はAA級ミッドランドとAAA級ナッシュビル・サウンズでプレーし、2球団合計で62試合に出場して打率.295、5本塁打、24打点を記録した。シーズン途中には薬物検査で陽性反応を示したことが判明し、50試合の出場停止処分を受けている。
2018年、マイナーではAAA級ナッシュビルでプレーし、90試合に出場して打率.248、3本塁打、39打点、2盗塁を記録した。 9月1日にメジャー契約を結んでアクティブ・ロースター入りした。同日のシアトル・マリナーズ戦でメジャーデビュー。この年メジャーでは7試合に出場して打率.200を記録した。オフの11月2日にFAとなったが、2019年1月24日にマイナー契約で再契約し、スプリングトレーニングに招待選手として参加することになった。
2019年は開幕をAAA級ラスベガス・アビエイターズで迎え、6月8日にメジャー契約を結んでアクティブ・ロースター入りした。8月14日にDFAとなった。

### ブルージェイズ時代
2019年8月16日にウェイバー公示を経てトロント・ブルージェイズへ移籍した。ブルージェイズでは1試合の出場にとどまり、9月7日にDFAとなった。

### アスレチックス復帰
2019年9月10日にウェイバー公示を経てアスレチックスに復帰した。9月25日にDFAとなり、28日にマイナー契約でAAA級ラスベガスへ配属された。レギュラーシーズン終了後の10月8日にFAとなった。

### インディアンス時代
2019年12月6日にクリーブランド・インディアンスとマイナー契約を結び、2020年のスプリングトレーニングに招待選手として参加することになった。
2020年7月28日にメジャー契約を結んでアクティブ・ロースター入りした。この年はメジャーで7試合に出場した。
2021年開幕前の3月27日にDFAとなった。

### レッズ傘下時代
2021年4月3日にウェイバー公示を経てシンシナティ・レッズへ移籍した。しかし、この年はメジャーに昇格することはなく、レギュラーシーズン終了後の10月13日にFAとなった。ドミニカのウィンターリーグ（LIDOM）のトロス・デル・エステでプレーした。

### オリオールズ傘下時代
2022年3月18日にボルチモア・オリオールズとマイナー契約を結び、スプリング・トレーニングに招待選手として参加することになった。4月8日に傘下のAAA級ノーフォーク・タイズに配属された。7月18日に自由契約となった。

### 2度目のアスレチックス復帰
2022年7月29日にオークランド・アスレチックスと契約を結び、そのまま傘下のAAA級ラスベガスに配属された。しかし、この年もメジャーに昇格することはできず、シーズン終了後の11月10日にFAとなった。

### 独立リーグ時代
2023年4月28日にアトランティックリーグのハイポイント・ロッカーズと契約した。77試合に出場し、打率.291、9本塁打、61打点を記録した。

### マリナーズ傘下時代
2024年4月9日にシアトル・マリナーズとマイナー契約を結んだが、4月14日に現役を引退してマリナーズ傘下AAA級タコマ・レイニアーズの一塁コーチに就任することが発表された。
2025年1月15日にマリナーズとマイナー契約を結び、AAA級タコマに選手として復帰した。3月28日に育成リストに登録された。

## 詳細情報

### 年度別打撃成績
| 年 度    | 球 団    | 試 合 | 打 席 | 打 数 | 得 点 | 安 打 | 二 塁 打 | 三 塁 打 | 本 塁 打 | 塁 打 | 打 点 | 盗 塁 | 盗 塁 死 | 犠 打 | 犠 飛 | 四 球 | 敬 遠 | 死 球 | 三 振 | 併 殺 打 | 打 率 | 出 塁 率 | 長 打 率 | O P S |
| -------- | -------- | ----- | ----- | ----- | ----- | ----- | -------- | -------- | -------- | ----- | ----- | ----- | -------- | ----- | ----- | ----- | ----- | ----- | ----- | -------- | ----- | -------- | -------- | ----- |
| 2018     | OAK      | 7     | 6     | 5     | 0     | 1     | 1        | 0        | 0        | 2     | 0     | 0     | 0        | 0     | 0     | 1     | 0     | 0     | 2     | 0        | .200  | .333     | .400     | .733  |
| 2019     | OAK      | 10    | 28    | 23    | 3     | 4     | 0        | 0        | 2        | 10    | 2     | 0     | 0        | 0     | 0     | 4     | 0     | 1     | 6     | 0        | .174  | .321     | .435     | .756  |
| 2019     | TOR      | 1     | 2     | 2     | 0     | 0     | 0        | 0        | 0        | 0     | 0     | 0     | 0        | 0     | 0     | 0     | 0     | 0     | 1     | 0        | .000  | .000     | .000     | .000  |
| '19計    | TOR      | 11    | 30    | 25    | 3     | 4     | 0        | 0        | 2        | 10    | 2     | 0     | 0        | 0     | 0     | 4     | 0     | 1     | 7     | 0        | .160  | .300     | .400     | .700  |
| 2020     | CLE      | 7     | 24    | 21    | 1     | 1     | 0        | 0        | 0        | 1     | 2     | 0     | 0        | 1     | 0     | 2     | 0     | 0     | 9     | 0        | .048  | .130     | .048     | .178  |
| MLB：3年 | MLB：3年 | 25    | 60    | 51    | 4     | 6     | 1        | 0        | 2        | 13    | 4     | 0     | 0        | 1     | 0     | 7     | 0     | 1     | 18    | 0        | .118  | .237     | .255     | .492  |

### 背番号
- 46（2018年 - 2019年8月13日、2019年9月10日、2020年）
- 72（2019年9月3日）